# Harmandeep Palminder
Harmandeep Palminder, né le 4 septembre 1996 au Blanc-Mesnil, dans la Seine-Saint-Denis, est un acteur français d’origine pendjabi.

## Biographie
D’origine pendjabi, Harmandeep Palminder est né au Blanc-Mesnil mais a vécu toute son enfance et son adolescence à Aulnay-sous-Bois, en région Île-de-France.
Bachelier en économie et social, c’est à Paris, au cours d’une manifestation contre la peine de mort en Inde qu’il est découvert par la directrice de casting Aurore Broutin, à la cherche du rôle principal pour le premier film réalisé par Cyprien Vial, Bébé tigre. Il décroche ainsi le rôle de ce drame, celui de Many, un jeune immigré du Pendjab, qui travaille dur pour subvenir aux besoins de ses parents restés au pays et qui risque l’expulsion de France à sa majorité. Le film sorti une semaine après l’attentat contre Charlie Hebdo ne rencontre pas l’adhésion du public mais permet à Harmandeep Palminder de se faire remarquer et d'être présélectionné au César du meilleur espoir masculin 2016.

## Filmographie

### Cinéma

#### Longs métrages
- 2014 : Bébé tigre de Cyprien Vial : Many
- 2016 : Noces de Stephan Streker : Adnan
- 2018 : Place publique d'Agnès Jaoui : un jeune de la bande de Biggie
- 2019 : Jusqu'ici tout va bien de Mohamed Hamidi : Ari
- 2022 : Les Vedettes de Jonathan Barré : FX

#### Court métrage
- 2021 : 2 ou 3 choses que je ne sais pas d'elle  de Sabrina Idir Chemloul  : Amine

### Télévision
- 2022 : Ici tout commence de TF1 : Vikash

#### Série documentaire
- 2017 : Construire les liens familiaux, épisode Timeshare de Pauline Bastard

## Distinctions

### Nominations
- César 2016 : présélection « Révélation » pour le César du meilleur espoir masculin pour Bébé tigre
- Prix Lumières 2016 : nomination pour le prix de la révélation masculine pour Bébé tigre